# Udham Singh Kular
Udham Singh Kular (Sansarpur, 4 de agosto de 1928 - Ibidem, 23 de marzo de 2000) fue un jugador de hockey sobre hierba indio. Desde el año 1952 hasta 1964 participó en 4 Juegos Olímpicos,  consiguiendo un total de cuatro medallas olímpicas, tres de ellas de oro. 